# Bosquerola de Kirtland
La bosquerola de Kirtland (Setophaga kirtlandii) és un ocell de la família dels parúlids (Parulidae).

## Hàbitat i distribució
Habita matolls del nord dels Estats Units, al centre de Michigan, oest de Wisconsin i sud d'Ontario.